# Pintea (film)
Pintea este un film românesc din 1976, regizat de Mircea Moldovan, după un scenariu de Vasile Chiriță și Dumitru Mureșan. Rolurile principale sunt interpretate de Florin Piersic, Nae Ghe. Mazilu, Constantin Diplan, Aristide Teică și Maria Ploae.
Acțiunea filmului se petrece în Maramureș la începutul secolului al XVIII-lea. Ofițerul român Grigore Pintea (1670-1703) se întoarce in satul natal din Maramureș și, după ce află că părinții săi au murit și alți săteni au fost schingiuiți pentru că au protestat împotriva nedreptăților săvârșite de oamenii grofului Bartolok, părăsește armata austriacă și devine haiduc, folosindu-și cunoștințele de tactică și strategie militară. Cetei sale i se alătură numeroși țărani care doreau să scape din robie, iar Pintea reușește să ocupe Cetatea Chioarului și apoi Baia. În final, pe când mergea la Sătmar pentru a se întâlni cu principele rebel Rákóczi, Pintea este ucis pe la spate.

## Rezumat
La începutul secolului al XVIII-lea, locotenentul Grigore Pintea (Florin Piersic), curier special al cancelariei imperiale, aduce o depeșă imperială către guvernatorul Transilvaniei (Lorand Lohinszky) prin care acesta din urmă era anunțat că principele rebel Francisc Rákóczi al II-lea s-a adăpostit în Polonia și vrea să intre în legătură cu nobilii din Transilvania. Pintea era ofițer în armata imperială austriacă, deși era român, deoarece tatăl său a salvat viața într-o luptă unui colonel austriac. El îi cere guvernatorului să-i permită să meargă în satul natal din Maramureș pentru a-și vedea familia. Pe drumul spre satul natal el observă mai mulți țărani morți.
Ajuns în sat, Pintea află de la foștii săi prieteni din copilărie Dragomir (Cornel Nicoară) și Ștefanu lu' Unc (Petre Gheorghiu-Dolj) că groful localnic Bartolok (Ferenc Fábián) dublase birul, iar tatăl lui îi îndemnase pe oameni să nu-l plătească. Groful trimisese apoi mai mulți slujitori care l-au ucis pe tatăl lui Pintea, iar la scurtă vreme a murit de supărare și mama lui. Plecând din sat, Pintea vede câțiva slujitori boierești ce păzeau mai mulți țărani răzvrătiți care fuseseră legați de copaci din ordinul grofului Bartolok și îi eliberează.
Împreună cu cei doi prieteni și cu țăranii eliberați, el formează o ceată de haiduci și atacă un transport cu taleri al grofului. Deși țăranii voiau să împartă prada, Pintea îi convinge să folosească banii pentru a lupta împotriva grofilor. El dă câte o mie de taleri lui Dragomir (pentru a deschide o „boltă” în Baia, cu vad bun, unde să asculte ce vorbesc cătanele împărătești) și lui Ștefanu lu' Unc (pentru a cumpăra un han în drumul brașovenilor și a se folosi de relațiile create cu aceștia pentru a aduce flinte). De asemenea, el îi dă o pungă de bani bărbierului Fekete Fehér (Ovidiu Schumacher) care venea de la Viena pentru a-și deschide o prăvălie la Baia. Știrea despre ceata lui Pintea se răspândește în regiunea Maramureșului și mai mulți țărani iobagi fug de pe moșii pentru a i se alătura. Țăranii prinși sunt duși pentru a fi spânzurați la Târgu Lăpuș, dar Pintea îi eliberează. Ca urmare a creșterii răzmeriței, în orașe sunt citite anunțuri prin care stăpânirea oferă 500 de galbeni celor care-l vor da pe Pintea pe mâna autorităților. Cei care-l vor găzdui sau ajuta în vreun fel sunt amenințați că vor fi spânzurați fără judecată, împreună cu întreaga familie.
La un joc ținut într-un sat, Pintea o cunoaște pe Iza (Maria Ploae), fata morarului de pe râul Iza, care-i devine mai târziu iubită. Haiducul se bate cu cuțitele cu Gânță (Mircea Cosma), care o iubea și el pe Iza. Represaliile declanșate de autorități împotriva țăranilor devin din ce în ce mai brutale, iar țăranii se băjenesc sau ajung să fie închiși în beciurile conacelor. Pintea îi eliberează pe țăranii înlănțuiți în beciurile grofului Jambor din Rona și dă foc conacului.
Pentru a pune mâna pe Pintea, oștile imperiale îl folosesc drept călăuză pe Gânță, acesta din urmă dorind să-și elimine rivalul în dragoste. Gânță îi urmărește pe haiduci și îi conduce, după urmărirea hangiului Ștefanu lu' Unc, la adăpostul acestora. Prinși în capcană de cătane, haiducii sunt încolțiți într-un vârf de munte pe unde numai păsările cerului mai pot trece. Pentru a nu fi capturați de soldați, Pintea și ceata sa se aruncă de pe stânci pentru a servi ca exemplu de curaj celor care vor mai dori să se răscoale. Pentru a-și exemplifica gestul, Pintea rostește vorbele: „Am fost ș-om fi!”.
După aruncarea de pe stânci a haiducilor, cătanele se duc în sate și ucid țăranii. Pe măsură ce țăranii mor, haiducii revin unul câte unul la viață pentru a continua lupta. Cetei de haiduci a lui Pintea i se alătură numeroși țărani (printre care și badea Toader Inău), formându-se astfel o oaste care dorește să răscoale norodul pentru a elibera Transilvania de sub stăpânirea habsburgică. În prag de iarnă, oastea lui Pintea ocupă Cetatea Chioarului, transformând-o într-un cartier general al trupelor sale. Francisc Rákóczi îi trimite o scrisoare lui Pintea în care îi cere să-și unească forțele pentru a-i alunga pe austrieci din țară. Căpetenia țăranilor români răsculați se duce la Baia pentru a vorbi cu grofii, dar aceștia dihn urmă încearcă să-l captureze pentru a-l ucide. Dragomir este capturat în loc lui Pintea, dar este eliberat cu ajutorul lui Fekete care-l silește pe guvernator să semneze un act de eliberare a haiducului.
În cursul iernii, au loc pregătiri pentru o mare răscoală, iar călugării aduc clopotele din mănăstiri pentru a fi topite și transformate în tunuri care să servească la eliberarea orașelor ocupate de imperiali. Discuțiile cu Rákóczi avansează, iar principele trimite un colonel (Colea Răutu) pentru a coordona acțiunile celor două oști. Între timp, Gânță îi duce pe soldații imperiali la Iza pentru a-l prinde pe Pintea. Dându-și seama că soldații imperiali vor să o prindă pe Iza și să o batjocorească, Gânță îi sare în ajutor și este împușcat. De asemenea, Iza și tatăl ei sunt împușcați pe când încercau să fugă.
Oștile lui Rákóczi pun stăpânire pe Sătmar, iar trupele lui Pintea (mărite prin alăturarea sătenilor din regiunile învecinate) atacă și ocupă Baia. Colonelul trimis de Rákóczi, împreună cu Fekete, sunt prinși de ostașii imperiali și uciși. Mesajul lor este dus la Pintea de doi ofițeri imperiali care pretind a fi solii principelui rebel. Pintea pleacă cu o mică trupă către Sătmar pentru a se întâlni cu Rákóczi, fiind însoțiți de cei doi ofițeri. În timpul unui popas, Pintea și oamenii săi sunt atacați de soldații imperiali, fiind prinși într-o capcană și împușcați.

## Distribuție
- Florin Piersic — căpitanul de haiduci Grigore Pintea, fost ofițer imperial austriac
- Nae Mazilu — uncheșul Irimie, haiduc (menționat Nae Ghe. Mazilu)
- Constantin Diplan — hoțul de cai Corbu
- Aristide Teică — hoțul de cai Bălan
- Maria Ploae — Iza, fata morarului de pe Iza
- Ovidiu Schumacher — bărbierul Fekete Fehér
- Cornel Nicoară — haiducul Dragomir, care a deschis o cârciumă la Baia
- Nicolae Iliescu — groful tânăr Bartolok Jr.
- Mircea Cosma — țăranul Gânță
- Lucian Iancu — Ioan din Călinești, pădurarul grofului Bartolok (menționat Iancu Lucian)
- Petre Gheorghiu-Dolj — haiducul Ștefanu lu' Unc, care a deschis un han în Drumul Brașovenilor
- Loránd Lohinszky — guvernatorul Transilvaniei
- Zoltán Vadász — badea Toader Inău, țăran bătrân bejenit din locurile natale
- Colea Răutu — colonel din oastea principelui Francisc Rákóczi al II-lea
- Constantin Băltărețu — Popa Dumitru
- Andrei Bursaci — colonel imperial, comandantul garnizoanei Baia Mare
- Adrian Drăgușin — ofițer imperial
- Virgil Andronic — haiduc
- Dumitru Crăciun — haiduc
- Victor Mavrodineanu
- Constantin Păun — haiduc
- Paul Fister — haiduc
- Ilie Vlaicu
- Doru Dumitrescu
- Miron Murea — haiduc
- Adrian Ștefănescu — ofițer imperial
- Marcel Toma
- Cornel Ispas
- Eugenia Bosânceanu — mama lui Pintea
- Vera Varzopov — Irma
- Ferenc Fábián — groful bătrân Bartolok
- Mircea Chirvăsuță — Jelibar
- Julieta Strâmbeanu — hangița
- Ecaterina Kovacs
- Wilhelmina Cîta — soția lui Jelibar
- Anca Maximilian
- Judith Mînzărescu
- Haralambie Polizu
- Constantin Bîrliba
- Ion Săsăran
- Dan Antoci
- Alexandru Perghe
- Viorel Gherghel-Debu
- Nicu Gheorghe
- Ștefan Ciurea

### Dublaj de voce
- Marin Moraru — hoțul de cai Bălan (nemenționat)
- Mircea Bașta — guvernatorul Transilvaniei (nemenționat)

## Producție
Scenariul filmului este inspirat din viața haiducului Pintea Viteazul, despre care au fost zămislite numeroase legende populare. Faptele reale au fost împletite cu legende și fapte imaginare, aceste aspecte fiind menționate astfel la începutul filmului: „În țara de aur și de cremene a Maramureșului, s-au zămislit de-a lungul a trei veacuri, ajungînd pînă la noi, numeroase legende în jurul eroului popular GRIGORE PINTEA, supranumit VITEAZUL... Filmul nostru vă propune o posibilă întruchipare a acestui erou...”
Casa de Filme 5 l-a angajat pe regizorul Mircea Moldovan în martie 1974 pentru regizarea viitorului film. Filmul a intrat în faza de producție la 1 iulie 1975. Filmările au avut loc în perioada 6 octombrie 1975 - 7 ianuarie 1976 și s-au desfășurat la Hoteni, Mara, Desești, Budești, Călinești, Sârbi, Sat Șugatag, Gornești – Mureș, Prejmer – Brașov, Sibiu, Tg. Mureș, Baia Mare, Buftea și Mogoșoaia. Regizor secund a fost Nicu Gheorghe. Filmul a fost vizionat la 31 mai, 5 iunie și 11 iunie 1976, solicitându-se efectuarea de modificări de montaj și sunet și adăugarea unei secvențe noi, scrisă la comandă și filmată la 3 iulie 1976. Copia standard a fost finalizată la 30 iulie 1976. Cheltuielile de producție s-au ridicat la 5.189.000 lei.
După cum este scris pe generic, filmul a fost realizat în studiourile Centrului de Producție Cinematografică „București”, cu sprijinul Consiliului Popular Județean Maramureș și al locuitorilor din Budești, Călinești, Sîrbi, Sat Șugatag, Hoteni, Mara, Desești și Satulung. Consilier istoric al acestui film a fost profesorul Dumitru Almaș (1908-1995); printre colaboratori s-au aflat și prof. Ion Nădișan, ing. Petre Opriș, Ion Tamaș și Petre Paul.
Filmările au fost realizate în majoritate în județul Maramureș. Câteva secvențe (cele a căror acțiune se petrece în Baia Mare) au fost turnate în Sibiu, iar o altă secvența a fost turnată la biserica de lemn din Budești Josani (unde se află cămașa din zale a lui Pintea). Florin Piersic a îmbrăcat cămașa lui Pintea, dar aceasta i-a fost prea mare.
Cântecele cu noduri (hori în grumaz) din film au fost interpretate vocal și la trâmbiță de Nicolae Pițiș (Nicolae al lui Iacob), rapsod național din comuna Lăpuș. Vocea lui Aristide Teică a fost dublată de Marin Moraru.
Realizarea acestui film i-a deschis regizorului Mircea Moldovan calea spre alte filme istorice, care au fost făcute în anii '80 ai secolului al XX-lea.

## Recepție
Filmul Pintea a avut parte de un mare succes la public, fiind vizionat de 4.820.385 de spectatori la cinematografele din România, după cum atestă o situație a numărului de spectatori înregistrat de filmele românești de la data premierei și până la data de 31.12.2007 alcătuită de Centrul Național al Cinematografiei. El a fost relansat la 1 iunie 2001, fiind vizionat de încă 1.281 spectatori.
Criticul Tudor Caranfil a dat filmului două stele din cinci și a făcut următorul comentariu: „Deși din unele izvoare istorice reiese că haiducul, supranumit Pintea Viteazul ar fi căzut în luptele pentru cucerirea orașului Baia Mare, opțiunea tragică a scenariștilor Vasile Chiriță și Dumitru Mureșan, de a-l expune trădării, este admirabil pusă în valoare de realizator: pe fundalul unei doine de o tristețe sfâșietoare, viteazul (Piersic, într-una dintre cele mai romantice compoziții ale filmografiei sale) se prăbușește, ca o pasăre neagră cu aripi frânte, într-un deșert, orbitor, de zăpadă. Din păcate, vibrația baladescă a acestui prolog-epilog este tradusă uneori, simplist, într-o poetică pândită de primejdia exacerbării sentimentelor și atitudinilor.”
La propunerea inițiată de conducerea și actorii Teatrului Municipal din Baia Mare, Consiliu Local al municipiului i-a acordat în 2008 actorului Florin Piersic titlul de „Cetățean de onoare al municipiului Baia Mare” în semn de omagiu pentru prestația sa din filmul „Pintea”.